# Liste der Monuments historiques in Médréac
Die Liste der Monuments historiques in Médréac führt die Monuments historiques in der französischen Gemeinde Médréac auf.

## Liste der Bauwerke
| Bezeichnung             | Beschreibung    | Standort | Kennzeichnung | Schutzstatus | Datum | Bild           |
| ----------------------- | --------------- | -------- | ------------- | ------------ | ----- | -------------- |
| Alignements von Lampouy |                 | (Lage)   | PA00090625    | Classé       | 1929  | weitere Bilder |
| Friedhofskreuz          |                 | (Lage)   | PA00090626    | Classé       | 1912  | weitere Bilder |
| La Roche Carrée         | auch PA00090628 | (Lage)   | PA00090627    | Classé       | 1929  | weitere Bilder |

## Liste der Objekte
| Bezeichnung                | Beschreibung          | Standort                       | Kennzeichnung | Schutzstatus | Datum | Bild |
| -------------------------- | --------------------- | ------------------------------ | ------------- | ------------ | ----- | ---- |
| Orgel von René Fiquémont   | Holz und Metall, 1868 | in der Kirche St-Pierre (Lage) | PM35003219    | Classé       | 2012  |      |
| Orgelprospekt              | Holz und Metall, 1868 | in der Kirche St-Pierre (Lage) | PM35003221    | Classé       | 2012  |      |
| Instrumentalteil der Orgel | Holz und Metall, 1868 | in der Kirche St-Pierre (Lage) | PM35003220    | Classé       | 2012  |      |